# 13e étape du Tour d'Espagne 2014
La 13e étape du Tour d'Espagne 2014 s'est déroulée le vendredi 5 septembre 2014 entre les villes de Belorado et Obregón sur une distance de 188,7 km.

## Résultats

### Classement de l'étape
|    | Coureur            | Pays     | Équipe                  |    | Temps          |
| -- | ------------------ | -------- | ----------------------- | -- | -------------- |
| 1  | Daniel Navarro     | Espagne  | Cofidis                 | en | 4 h 21 min 4 s |
| 2  | Daniel Moreno      | Espagne  | Katusha                 | +  | 2 s            |
| 3  | Wilco Kelderman    | Pays-Bas | Belkin                  |    | 2 s            |
| 4  | Alejandro Valverde | Espagne  | Movistar                |    | 5 s            |
| 5  | Nacer Bouhanni     | France   | FDJ.fr                  |    | 5 s            |
| 6  | Damiano Caruso     | Italie   | Cannondale              |    | 5 s            |
| 7  | Alberto Contador   | Espagne  | Tinkoff-Saxo            |    | 5 s            |
| 8  | Robert Gesink      | Pays-Bas | Belkin                  |    | 5 s            |
| 9  | Daniel Martin      | Irlande  | Garmin-Sharp            |    | 5 s            |
| 10 | Gianluca Brambilla | Italie   | Omega Pharma-Quick Step |    | 5 s            |

### Points attribués
|   | Cycliste             | Pays     | Équipe        | Points |
| - | -------------------- | -------- | ------------- | ------ |
| 1 | Stef Clement         | Pays-Bas | Belkin        | 4      |
| 2 | Paolo Longo Borghini | Italie   | Cannondale    | 2      |
| 3 | Damiano Cunego       | Italie   | Lampre-Merida | 1      |

|   | Cycliste        | Pays       | Équipe           | Points |
| - | --------------- | ---------- | ---------------- | ------ |
| 1 | Alexey Lutsenko | Kazakhstan | Astana           | 4      |
| 2 | Damien Gaudin   | France     | AG2R La Mondiale | 2      |
| 3 | Daniele Bennati | Italie     | Tinkoff-Saxo     | 1      |

|    | Cycliste           | Pays        | Équipe                  | Points |
| -- | ------------------ | ----------- | ----------------------- | ------ |
| 1  | Daniel Navarro     | Espagne     | Cofidis                 | 25     |
| 2  | Daniel Moreno      | Espagne     | Katusha                 | 20     |
| 3  | Wilco Kelderman    | Pays-Bas    | Belkin                  | 16     |
| 4  | Alejandro Valverde | Espagne     | Movistar                | 14     |
| 5  | Nacer Bouhanni     | France      | FDJ.fr                  | 12     |
| 6  | Damiano Caruso     | Italie      | Cannondale              | 10     |
| 7  | Alberto Contador   | Espagne     | Tinkoff-Saxo            | 9      |
| 8  | Robert Gesink      | Pays-Bas    | Belkin                  | 8      |
| 9  | Daniel Martin      | Irlande     | Garmin-Sharp            | 7      |
| 10 | Gianluca Brambilla | Italie      | Omega Pharma-Quick Step | 6      |
| 11 | Joaquim Rodríguez  | Espagne     | Katusha                 | 5      |
| 12 | Rigoberto Urán     | Colombie    | Omega Pharma-Quick Step | 4      |
| 13 | Christopher Froome | Royaume-Uni | Sky                     | 3      |
| 14 | Samuel Sánchez     | Espagne     | BMC Racing              | 2      |
| 15 | Peio Bilbao        | Espagne     | Caja Rural-Seguros RGA  | 1      |

### Cols et côtes
|   | Cycliste           | Pays           | Équipe                 | Points |
| - | ------------------ | -------------- | ---------------------- | ------ |
| 1 | Luis León Sánchez  | Espagne        | Caja Rural-Seguros RGA | 3      |
| 2 | Jay Robert Thomson | Afrique du Sud | MTN-Qhubeka            | 2      |
| 3 | Damiano Cunego     | Italie         | Lampre-Merida          | 1      |

|   | Cycliste          | Pays     | Équipe                 | Points |
| - | ----------------- | -------- | ---------------------- | ------ |
| 1 | Luis León Sánchez | Espagne  | Caja Rural-Seguros RGA | 3      |
| 2 | Damiano Cunego    | Italie   | Lampre-Merida          | 2      |
| 3 | Stef Clement      | Pays-Bas | Belkin                 | 1      |

| - Ascension de l'Alto Caracol, 2e catégorie (km 151,5) \| \| Cycliste \| Pays \| Équipe \| Points \| \| - \| ----------------- \| ------- \| ---------------------- \| ------ \| \| 1 \| Luis León Sánchez \| Espagne \| Caja Rural-Seguros RGA \| 5 \| \| 2 \| Damiano Cunego \| Italie \| Lampre-Merida \| 3 \| \| 3 \| Danilo Wyss \| Suisse \| BMC Racing \| 1 \| |                   |         |                        |        |
| | Cycliste          | Pays    | Équipe                 | Points |
| 1 | Luis León Sánchez | Espagne | Caja Rural-Seguros RGA | 5      |
| 2 | Damiano Cunego    | Italie  | Lampre-Merida          | 3      |
| 3 | Danilo Wyss       | Suisse  | BMC Racing             | 1      |

## Classements à l'issue de l'étape

### Classement général
|    | Cycliste           | Pays        | Équipe                  |    | Temps            |
| -- | ------------------ | ----------- | ----------------------- | -- | ---------------- |
| 1  | Alberto Contador   | Espagne     | Tinkoff-Saxo            | en | 48 h 59 min 23 s |
| 2  | Alejandro Valverde | Espagne     | Movistar                | +  | 20 s             |
| 3  | Rigoberto Urán     | Colombie    | Omega Pharma-Quick Step |    | 1 min 08 s       |
| 4  | Christopher Froome | Royaume-Uni | Sky                     |    | 1 min 20 s       |
| 5  | Joaquim Rodríguez  | Espagne     | Katusha                 |    | 1 min 35 s       |
| 6  | Samuel Sánchez     | Espagne     | BMC Racing              |    | 1 min 52 s       |
| 7  | Fabio Aru          | Italie      | Astana                  |    | 2 min 13 s       |
| 8  | Winner Anacona     | Colombie    | Lampre-Merida           |    | 2 min 37 s       |
| 9  | Robert Gesink      | Pays-Bas    | Belkin                  |    | 2 min 55 s       |
| 10 | Damiano Caruso     | Italie      | Cannondale              |    | 3 min 51 s       |

### Classement par points
|   | Cycliste           | Pays      | Équipe        | Points |
| - | ------------------ | --------- | ------------- | ------ |
| 1 | John Degenkolb     | Allemagne | Giant-Shimano | 112    |
| 2 | Nacer Bouhanni     | France    | FDJ.fr        | 90     |
| 3 | Alejandro Valverde | Espagne   | Movistar      | 78     |

### Classement du meilleur grimpeur
|   | Cycliste           | Pays     | Équipe                 | Points |
| - | ------------------ | -------- | ---------------------- | ------ |
| 1 | Lluís Mas          | Espagne  | Caja Rural-Seguros RGA | 20     |
| 2 | Winner Anacona     | Colombie | Lampre-Merida          | 18     |
| 3 | Alejandro Valverde | Espagne  | Movistar               | 18     |

### Classement du combiné
|   | Cycliste           | Pays        | Équipe       | Points |
| - | ------------------ | ----------- | ------------ | ------ |
| 1 | Alejandro Valverde | Espagne     | Movistar     | 8      |
| 2 | Alberto Contador   | Espagne     | Tinkoff-Saxo | 14     |
| 3 | Christopher Froome | Royaume-Uni | Sky          | 22     |

### Classements par équipes
|   | Équipe                  | Pays     |    | Temps             |
| - | ----------------------- | -------- | -- | ----------------- |
| 1 | Movistar                | Espagne  | en | 146 h 41 min 39 s |
| 2 | Katusha                 | Russie   | +  | 2 min 54 s        |
| 3 | Omega Pharma-Quick Step | Belgique |    | 4 min 40 s        |

## Abandons
- Kenny Elissonde (FDJ.fr)
- Murilo Fischer (FDJ.fr)
- Jurgen Van den Broeck (Lotto-Belisol)
- Brett Lancaster (Orica-GreenEDGE)